# Liste der Bodendenkmäler in Eichenbühl
Auf dieser Seite sind die Bodendenkmäler in der unterfränkischen Gemeinde Eichenbühl zusammengestellt. Diese Tabelle ist eine Teilliste der Liste der Bodendenkmäler in Bayern. Grundlage ist die Bayerische Denkmalliste, die auf Basis des Bayerischen Denkmalschutzgesetzes vom 1. Oktober 1973 erstmals erstellt wurde und seither durch das Bayerische Landesamt für Denkmalpflege geführt wird. Die folgenden Angaben ersetzen nicht die rechtsverbindliche Auskunft der Denkmalschutzbehörde.

## Bodendenkmäler in Eichenbühl
| Lage       | Objekt                                                                                          | Akten-Nr.     | Bild |
| ---------- | ----------------------------------------------------------------------------------------------- | ------------- | ---- |
| (Standort) | Archäologische Befunde                                                                          | D-6-6221-0128 |      |
| (Standort) | Archäologische Befunde im Bereich der hoch- und spätmittelalterlichen Kath. Kirche              | D-6-6221-0129 |      |
| (Standort) | Grabhügel vorgeschichtlicher Zeitstellung.                                                      | D-6-6222-0004 |      |
| (Standort) | Grabhügel vorgeschichtlicher Zeitstellung.                                                      | D-6-6322-0001 |      |
| (Standort) | Archäologische Befunde im Bereich der frühneuzeitlichen, im Kern mittelalterlichen Kath. Kirche | D-6-6322-0007 |      |
| (Standort) | Archäologische Befunde                                                                          | D-6-6322-0009 |      |
| (Standort) | Archäologische Befunde im Bereich des ehem. frühneuzeitlichen Schlosses in Riedern              | D-6-6322-0010 |      |